# アンギラ

アンギラ
Anguilla

座標: 北緯18度13分38秒 西経63度02分56秒 / 北緯18.22722度 西経63.04889度
アンギラ（英: Anguilla, 発音：/æŋˈɡwɪlə/）は、カリブ海の西インド諸島に位置するイギリス領の島。小アンティル諸島とリーワード諸島の最北端の一つで、西にはプエルトリコとヴァージン諸島、島のすぐ南方にはセント・マーチン島がある。面積は91平方キロメートルで、首府はバレー (The Valley) である。

## 歴史
かつて先住民のアラワク族が島にある洞窟で暮らしていたが、後にカリブ族により追いやられてしまった。1493年にクリストファー・コロンブスが島に到達し、好戦的だったカリブ族が島にいたために上陸はしなかったが、スペイン語でウナギを意味する現名のアンギラと名付ける。なお、カリブ族は島のことをマリオハナ (Malliouhana) と呼んでいた。
1632年、イギリスにより、アンギラはアンティグア島の管理下に置かれる。1650年、カリブ族の激しい抵抗があったものの、イギリス人植民者がアンギラ島へ入植する。カリブ族は入植者により、追いやられる。1796年、フランス艦隊の侵攻攻撃を受ける。1825年、アンギラの植民地政府は反対したものの、イギリスはセントクリストファー島（セントキッツ島）の植民地政府と話し合いの結果、アンギラをセントクリストファー島の管理下に置いた。
1967年2月、セントクリストファー島とネイビス島と共にセントクリストファー＝ネイビス＝アンギラとしてイギリスの自治領になるが、セントクリストファー島中心の政策に不満を抱いて1967年7月12日に独立宣言し、1969年2月7日にアンギラ共和国 (Republic of Anguilla) の成立を宣言した。同年、セントクリストファー＝ネイビス＝アンギラ自治領政府の要請によって派遣されたイギリスの武装警官隊に無血投降し、イギリス植民地統治下に戻った。1976年には改めて自治権が付与され、1980年にセントクリストファー・ネイビスから正式に分離された。

## 地形
アンギラはサンゴ礁からなる平坦な地形の島で、周囲には美しいビーチが多数ある。
アンギラの付近にある、スクラブ島、ドッグ島、プリックリー・ペア諸島、シール島、サンデー島、アンギリータ島といった小島も含まれている。アンギラから、北48Kmにあるソンブレロ島はアンギラに属するイギリス領である。

## 経済
栽培作物は綿花などで、輸出品の大半はロブスターである。観光産業も重要で、オフショア金融も推進している。
アンギラは近年、国別コードトップレベルドメイン「.ai」によって著しい経済成長を遂げている。国際通貨基金によると、世界的な人工知能技術の発展に伴い、2023年までに「.ai」ドメインの登録数が35万件を超え、アンギラに約3,200万ドルの収入をもたらした。これは、アンギラ政府の2024年年間総収入の20%を占めている。この収益は、インフラの整備、技術革新の促進、再生可能エネルギーのプロジェクト推進などに利用されている。 

## 行政区画
アンギラは12の地区（District）に分かれる。

## 交通
島内にはクレイトン・J・ロイド国際空港（ウォールブレイク空港）という空港があり、5,462フィート（1,665メートル）の滑走路を有している。アメリカンイーグルがマイアミからの直行便を就航させている他、小規模航空会社が同空港へ定期便を運行している。
セント・マーチン島から定期フェリーが運航されており約20分ほどで行ける。自動車の通行区分は、イギリス本土や日本と同じ左側通行である。ただしほとんどの道路は未舗装である。

## スポーツ
クリケットが人気のスポーツである。テスト・クリケットは、他のカリブ海諸国などとの多国籍チームである西インド諸島代表として国際試合を行っている。

## 住民
アフリカ系の黒人がほとんどを占め、白人との混血のムラートもいる。公用語は英語。宗教はキリスト教のプロテスタントがほとんどである。
| 人種割合（2011年） | 人種割合（2011年） | 人種割合（2011年） | 人種割合（2011年） | 人種割合（2011年） |
| ------------------ | ------------------ | ------------------ | ------------------ | ------------------ |
|                    |                    |                    |                    |                    |
| 黒人               | 黒人               |                    | 85.3%              | 85.3%              |
| ラティーノ         | ラティーノ         |                    | 4.9%               | 4.9%               |
| 混血               | 混血               |                    | 3.8%               | 3.8%               |
| 白人               | 白人               |                    | 3.2%               | 3.2%               |
| その他             | その他             |                    | 1.6%               | 1.6%               |
| インド系           | インド系           |                    | 1%                 | 1%                 |
| 未分類             | 未分類             |                    | 0.3%               | 0.3%               |

## アンギラの政党
下院議員
- アンギラ進步運動
- アンギラ統一戦線

その他の政党
- アンギラ進歩党
- アンギラ戦略同盟

解散した政党
- アンギラ民主党
- アンギラ国民同盟
- 人民進歩党
- 統一国民運動